# L'Héritage Jomon
L'Héritage jomon est un album de bande dessinée dessiné par Luc Brahy sur un scénario d'Éric Corbeyran et Achille Braquelaire. Il sort chez Dargaud en 2006. Cet album est le 8e tome de la série Imago Mundi.
Les 2e et 3e de couverture, ainsi que les première et dernière pages du livre, reproduisent – à l'identique du tome précédent – des documents authentiques (relevés sismiques, modélisation de cercles jomons) ayant servi aux auteurs au cours de leurs recherches documentaires.

## Résumé
Au chevet d'Aleskia, dans le coma après son accident sur les pentes du volcan, Loïc rencontre Igo Boulgakov, directeur de la branche extrême-orientale de l'Académie des sciences de Russie et supérieur hiérarchique directe de la jeune géologue. Celui-ci est particulièrement intéressé par les capacités de l'agence Imago mundi et insiste pour monter une nouvelle expédition en vue d'analyser les fumerolles de tous les volcans des Îles Kouriles. Pendant qu'il recherche des financeurs, l'équipe scientifique entame ses recherches au profit de la scientifique suédoise Alva Kaberg sur l'île d'Iturup.
Mais lors d'une conversation, les trois complices en viennent à douter des intérêts cachés de l'un des membres de l'équipe d'Aleskia, l'Américain Harvey Bent, qui, en tant que volcanologue aurait pu et du prévoir l'éruption. Loïc cherche alors à le rencontrer, à Sapporo, au Japon où il est en convalescence. Mais le Français est victime d'une tentative d'homicide pendant que sa collègue Leïa met au jour des relations entre Harvey et la société IMC (International metal corporation), qui a le monopole mondial du commerce du rhénium, métal rare et précieux.
Or, il s'avère que ce métal, dont l'exploitation est très délicate, serait présent en grandes quantités dans les fumeroles des volcans des Kouriles et que l'équipe du professeur Boulgakov ait été au courant de cette particularité. 
Bent, aidé de deux acolytes déguisés en ninjas, se rend sur Iturup pour abattre Haral Haarfager et son amie Alva Kaberg pendant que les deux scientifiques sont encore au Japon. Ayant compris le danger, Leïa et Loïc se rendent en urgence sur l'île et, aidés de soldats de la garnison russe, sauvent les deux suédois de la mort in extremis.
Les recherches ayant pu se poursuivre, Alva a pu étayer et prouver sa théorie de présence jomon sur les Îles Kouriles 12 000 ans avant notre ère. Le volume se termine par la naissance d'une histoire d'amour entre Loïc et Aleskia.